# Антіохійська православна архієпархія Північної Америки
Антіо́хійська правосла́вна архієпа́рхія Півні́чної Аме́рики (англ. Antiochian Orthodox Christian Archdiocese of North America; араб. الأبرشية الأنطاكية الأرثوذكسية في أمريكا الشمالية), яку в Північній Америці часто називають просто Антіо́хійська архієпа́рхія (або архієпископі́я) — напівавтономна православна архієпархія в складі Антіохійського патріархату в США і Канаді. Використовує у своїй літургії візантійський обряд, англійську, арабську, грецьку, французьку мови та новоюліанський календар, вона є частиною Східного християнства. Православні емігранти до США і Канади з Сирії та Леванту спочатку знаходилися під опікою Православної церкви Росії, але після більшовицького перевороту отримали власну структуру в юрисдикції Антіохійської церкви. Внутрішні конфлікти розділили антіохійських православних на дві паралельні архієпархії — в Нью-Йорку і Толідо. Розділення тривало до 1975 року, коли митрополит Філіп (Саліба) став єдиним архієпископом возз'єднаної Антіохійської архієпархії. Священний Синод Православної церкви Антіохії надав архієпархії автономний самоврядний статус у 2003 році. У 2014 році архієпархія налічувала 275 парафій.

## Історія

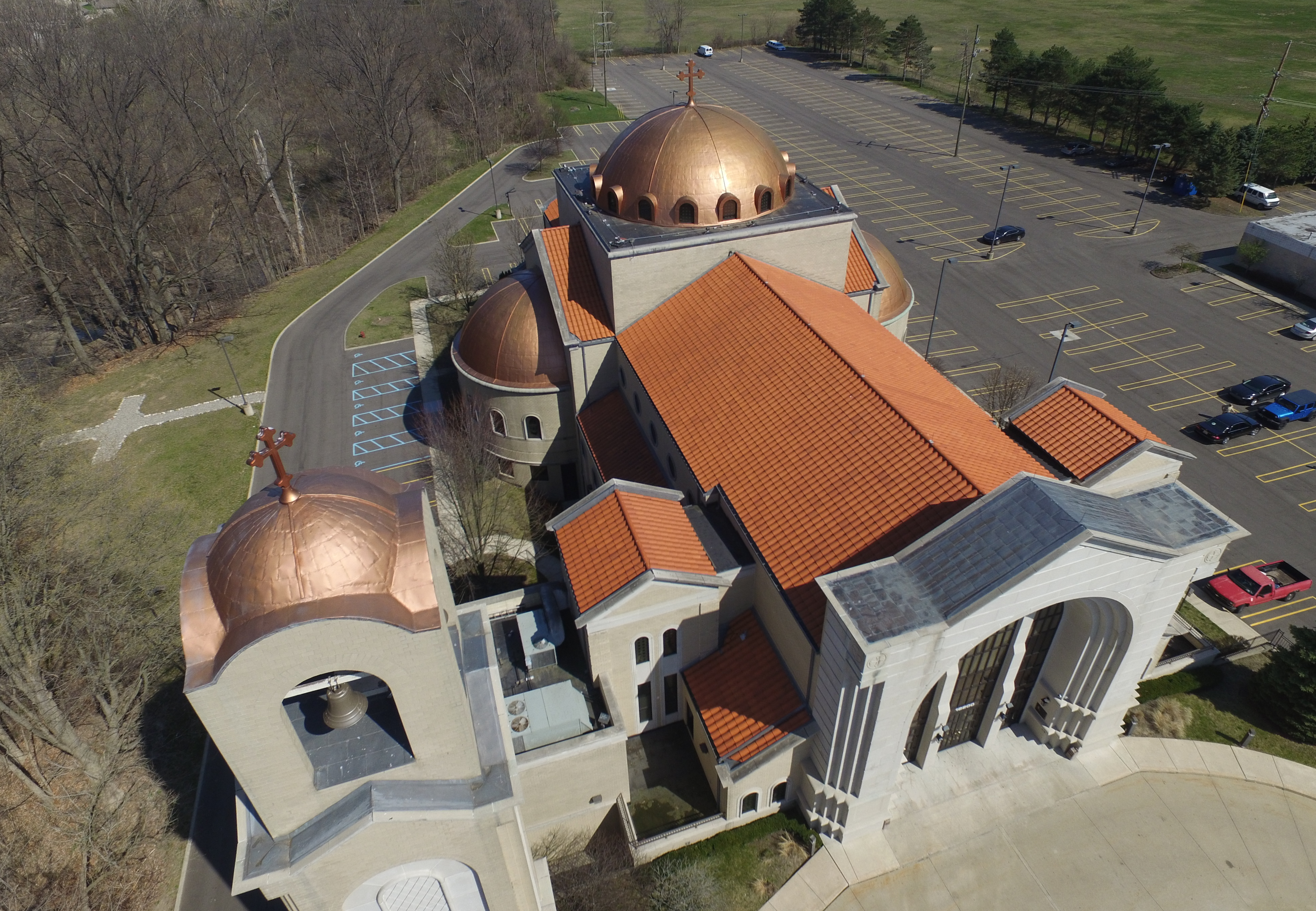
Антіохійська церква святої Марії у Лівонії, штат Мічиган

Антіохійські православні спочатку перебували під опікою Православної церкви Росії в Америці і перший антіохійський єпископ, висвячений у Північній Америці, святий Рафаїл Бруклінський, був висвячений РПЦ в Америці у 1904 році для догляду за сирійськими та левантськими православними емігрантами з Османської імперії до США і Канаду. Вони приїжджали переважно з провінцій Адана, Алеппо, Бейрут і Дамаск (місце народження засновника спільноти святителя Рафаїла Бруклінського).
Після більшовицької революції Православна церкви Росії та її вірні закордоном опинилися у хаосі, тож антіохійські православні у Північній Америці, одночасно вражені загибеллю свого улюбленого єпископа, святого Рафаїла, перейшли під безпосередню опіку Антіохійського патріарха в Дамаску. Однак через внутрішні конфлікти антіохійські православні в Північній Америці були розділені між двома архієпархіями — Нью-Йорка і Толідо.
У 1975 році дві антіохійські православні архієпархії були об'єднані в одну архієпархію Північної Америки (наразі з центром у місті Інглвуд, Нью-Джерсі). Звідтоді архієпархія пережила значне зростання за рахунок постійної євангелізації та імміграції православних арабів із Близького Сходу. Предстоятелем архієпархії з 1966 до 2014 року був митрополит Філіп (Саліба). Шість інших єпархіальних архієреїв допомагали митрополиту в догляді за дев'ятьма єпархіями митрополії, яка є третьою за величиною православною юрисдикцією в Північній Америці. Станом на 2011 рік архієпархія мала 74 600 вірних у США, 27 300 із яких постійно відвідували церкву, 249 парафій та два монастирі. У 2014 році архієпархія налічувала 275 парафій у США і Канаді.
9 жовтня 2003 року Священний Синод Православної церкви Антіохії частково задовольнив прохання архієпархії про надання їй самостійного статусу, щоби дозволити їй краще управляти собою, удосконалювати і розширювати свою інформаційно-місіонерську діяльність, внутрішньо організовувати себе в кількох єпархіях, і розвиватися далі на шляху до адміністративного єдності всього православ'я в Америці. Фактичний статус архієпархії — самоврядна церква.
Архієпархія є учасником Асамблеї канонічних православних єпископів Америки, однак через конфлікт Православної церкви Антіохії та Константинополя і Єрусалима, митрополит Йосиф не присутній на засіданнях Асамблеї.
Митрополит Філіп помер у 2014 році, а його наступником став митрополит Йосиф (Аль-Зелаві).

## Структура
Антіохійська архієпархія розділена на дев'ять територіальних єпархій. Деякі з них частково поширюються на територію Канади.
- Єпархія Чарльстона, Окленда і Середньо-Антантична (канцелярія в Чарльстоні, Західна Вірджинія);
- Єпархія Іґл-Рівер і Північного Заходу (канцелярія у Іґл-Рівер, Аляска);
- Єпархія Лос-Анджелеса і Заходу (канцелярія у Лос-Анджелесі, Каліфорнія)
- Єпархія Маямі і Південного Сходу (канцелярія у Корал-Гейблз, Флорида)
- Єпархія Нью-Йорка і Вашингтона (канцелярія у Інглвуді, Нью-Джерсі)
- Єпархія Оттави, Східної Канади і півночі штату Нью-Йорк (канцелярія у Монреалі, Канада);
- Єпархія Толідо та Середнього Заходу (канцелярія у Толідо, Огайо);
- Єпархія Вічити та Центральної Америки (канцелярія у Вічита, Канзас);
- Єпархія Вустера і Нової Англії (канцелярія у Вустері, Массачусетс).

## Євангелізація і місіонерство
Багато консервативних колишніх англікан перейшли до Антіохійської архієпархії, деякі приєднуються і очолюють парафії з богослужінням за західним обрядом, який більш звичний для західних християн. Нинішня місія Антіохійської православної архієпархії Північної Америки полягає у тому, щоби «принести Православ'я в Америку», тож юрисдикція має дуже активний відділ місіонерства та євангелізації на чолі з протоієреєм Пітером Ґілквістом, який очолив масовий перехід з невизнаної Євангелічної Православної Церкви до канонічного Православ'я. Ґілквіст вийшов на пенсію у грудні 2011 року і помер в липні 2012 року. Отець Майкл Кейзер був названий його наступником на посаді голови відділу.
Єпархія також включає в себе Служіння стародавньої віри (Ancient Faith Ministries) з його добре відомим Радіо стародавньої віри (Ancient Faith Radio) — Інтернет-радіостанцією з вмістом на тему православного християнства, включно з низкою радіостанцій та понад 100 подкастів.
У результаті євангелізації та місіонерства Антіохійська архієпархія мала значне зростання в період з середини 1960-тих і до 2012. Архієпархія мала лише 65 парафій у США в середині 1960-тих, а в 2011 року ця цифра становила вже 249 парафій.

### Стосунки з іншими християнськими конфесіями
Єпархія раніше був членом Національної ради церков США, але собор архієпархії 28 липня 2005 одноголосно проголосував за повну відмову від участі у діяльності цього органу, посилаючись на його підвищену політизацію і, як правило, безплідність. Це робить архієпархію єдиною великою православною юрисдикцією в США, яка пішла на такий крок.

## Єпископат

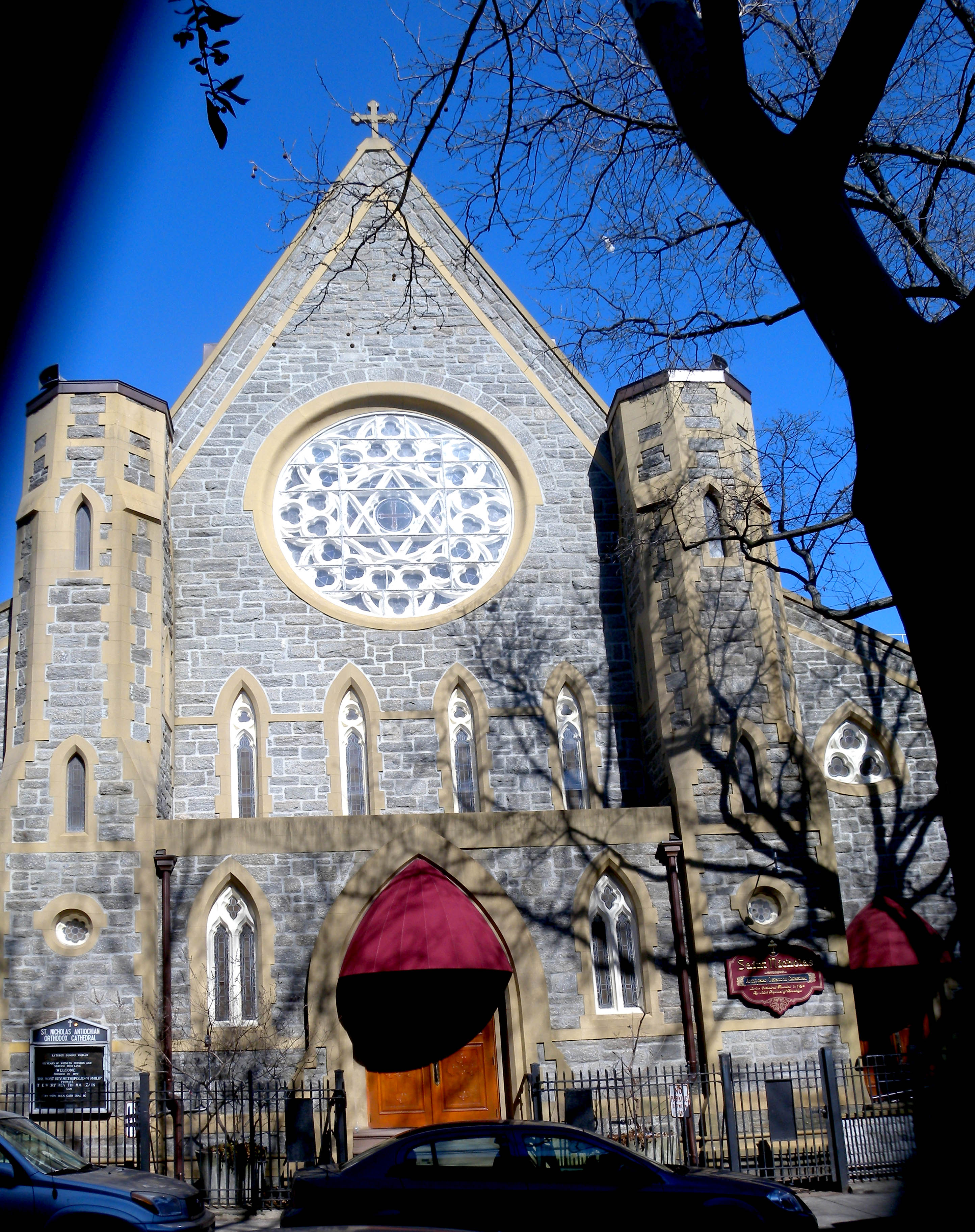
Антіохійський собор святого Миколая у Брукліні

Хоча навернені американці відіграють суттєву роль у житті єпархії і широко представлені серед духовенства і мирян, всі старші ієрархи Антіохійської архієпархії мають левантійське походження.

### Предстоятель
- Йосиф (Аль-Зелаві), митрополит Нью-Йоркський і Північної Америки

### Інші єпископи
- Василь (Ессей), єпископ Вічитський
- Томас (Йозеф), єпископ Чарльстонський
- Александр (Муфаррідж), єпископ Оттавський
- Йоан (Абдалла), єпископ Вустерський
- Антоній (Майклз), єпископ Толідський
- Миколай (Озон), єпископ Маямський
- Димитрій (Хурі), єпископ Джаблійський, на пенсії

### Колишні предстоятелі

#### Архієпархія Нью-Йорка
- Митрополит Віктор (Або-Ассалей), 1924-1935
- Митрополит Антоній (Башир), 1936-1966
- Митрополит Філіп (Саліба), 1966-1975

#### Архієпархія Толідо
- Митрополит Самуїл (Давид), 1936-1958
- Митрополит Михайло (Шахін), 1958-1975

#### Архієпархія Північної Америки
- Митрополит Філіп (Саліба), 1975-2014
- Митрополит Йосиф (Аль-Зелаві), 2014 - нині